# Münsterbusch
Münsterbusch ist ein westlicher Stadtteil von Stolberg (Rhld.) in der Städteregion Aachen mit rund 7.000 Einwohnern.

## Geografie

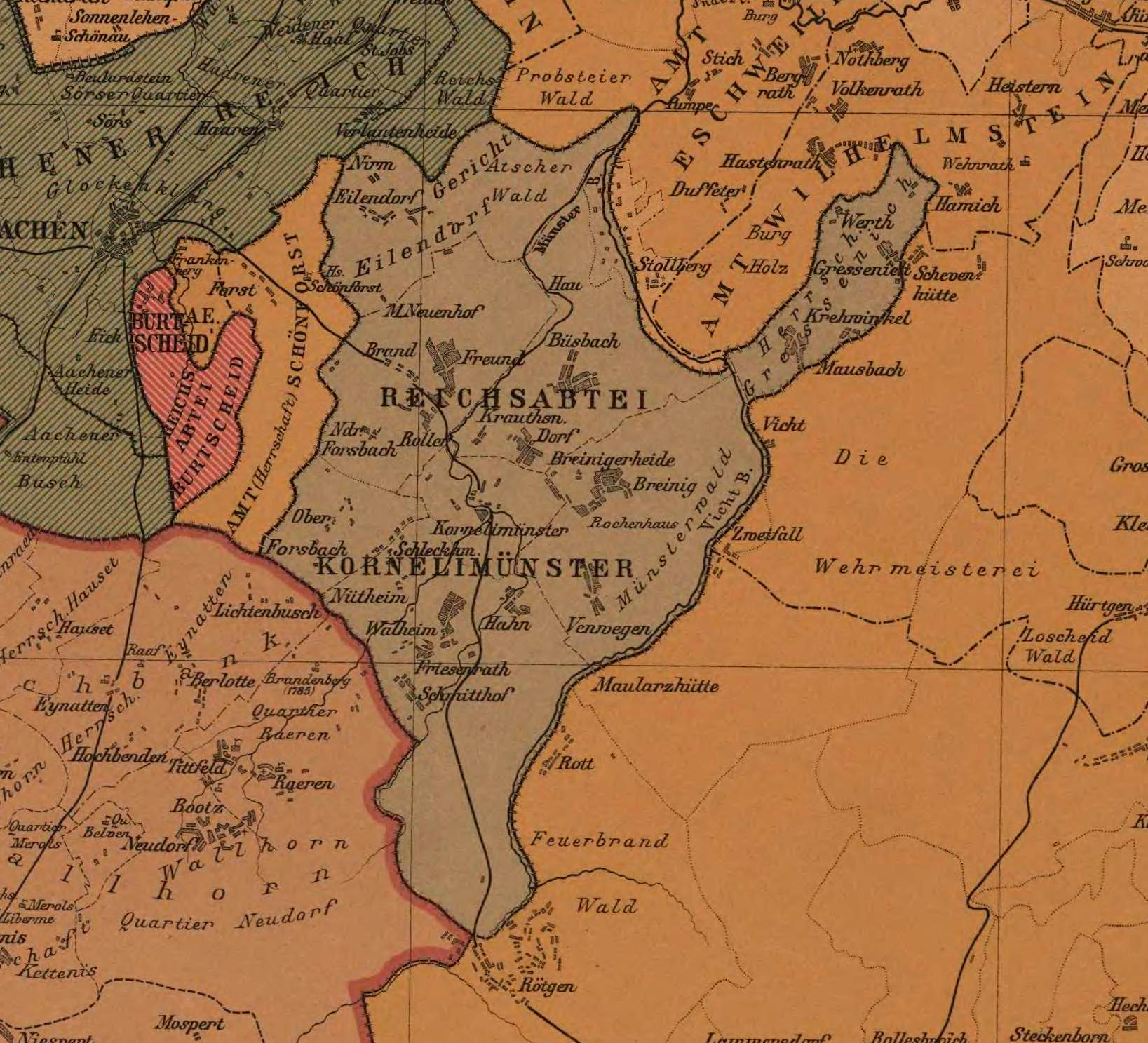
Münsterbusch im Münsterländchen

Münsterbusch liegt auf einem Höhenzug zwischen dem Inde- und dem Vichttal, der sich in nord-südlicher Richtung ausdehnt. Der Ortsteil wird im Norden von Unterstolberg und Atsch begrenzt, im Osten von Oberstolberg, im Süden von Büsbach und im Westen vom Naturschutzgebiet Münsterbusch zwischen Hamm und Haumühle (ACK-015), Teil des Standortübungsplatzes Aachen-Brand/Münsterbusch. Südwestlich liegt das Naturschutzgebiet ACK-032, Tatternsteine mit Talaue.
In Stolberg wird die Inde ab der Einmündung der Vicht bachaufwärts auch Münsterbach genannt. In alten Karten ist der Bach noch als Münsterbach bezeichnet. Das Münsterbachtal, die Münsterbachstraße als auch das Natura 2000 FFH-Gebiet Nr. DE-5203-307, Münsterbachtal sind danach benannt.
Die Reichsabtei Kornelimünster war im Mittelalter der Eigentümer umfangreicher Ländereien, zu denen auch Münsterbusch und das Münsterländchen gehörten.

## Geschichte
Zu Beginn des 19. Jahrhunderts war der Bereich des heutigen Stadtteils noch unbebaut. Er hieß „Münsterkohlberg“ und gehörte zur Mairie Büsbach. Zusammen mit Büsbach gelangte der entstandene Industrieort Münsterbusch 1935 zu Stolberg. Münsterbusch war der Standort der Grube James, der Bleihütte Münsterbusch und der Zinkhütte Münsterbusch und einer glasproduzierenden Industrie. Das Wahrzeichen war der „Lange Hein“, ein 1857 zur Vermeidung von Vegetationsschäden errichteter Schornstein der Zinkhütte. Er war lange Zeit einer der höchsten Schornsteine Deutschlands und wurde 1963 gesprengt.

## Sehenswürdigkeiten
- Siehe Liste der Baudenkmäler in Münsterbusch.

## Einrichtungen
Im Münsterbusch befindet sich die Sportanlage „Glashütter Weiher“ mit Hallenbad und Stadion, die Hauptpolizeiwache Stolberg sowie die Feuer- und Rettungswache. In einem ehemaligen Fabrikgebäude des 19. Jahrhunderts ist das Museum Zinkhütter Hof untergebracht. In den ältesten Arbeiterhäusern Nordrhein-Westfalens wird eine Erweiterung des Museums eingerichtet. Die katholische Kirche und Pfarre heißt „Herz Jesu“.

## Verkehr
Die nächste Anschlussstelle ist „Aachen-Brand“ an der A 44. Die nächsten Bahnstationen sind die Euregiobahn-Haltestellen Stolberg-Mühlener Bahnhof und Stolberg-Rathaus. Die AVV-Buslinien 12, 40, 42 und 62 der ASEAG verbinden Münsterbusch mit beinahe allen übrigen Stolberger Stadtteilen sowie mit Eilendorf und Aachen-Mitte. Zusätzlich verkehrt in den Nächten vor Samstagen sowie Sonn- und Feiertagen die Nachtexpresslinie N8 der ASEAG.
| Linie | Verlauf |
| ----- | --- |
| 12    | Campus Melaten – Hörn – Muffet – Elisenbrunnen – Aachen Bushof – Kaiserplatz – Josefskirche – Kennedypark – Geschwister-Scholl-Gymnasium – Eilendorf – Münsterbusch – Zinkhütter Hof – Stolberg Mühlener Bf (– Birkengang – Am Sender – Donnerberg Höhenstraße)                            |
| 40    | Stolberg Mühlener Bf – Zinkhütter Hof – (Kohlbusch –) Münsterbusch – Liester – Stolberg Altstadt – Stolberg Krankenhaus |
| 42    | (Schevenhütte →) Gressenich Kapelle – Krewinkel – Mausbach – Fleuth – / (Zweifall – Münsterau –) Vicht – Breinigerberg – Breinig – Dorff – Büsbach – Liester – Münsterbusch – Zinkhütter Hof – Stolberg Mühlener Bf – (Velau – Stolberg Hbf) / (Birkengang – Stolberg Hans-Böckler-Straße) |
| 62    | Stolberg Krankenhaus – Stolberg Mühlener Bf – Zinkhütter Hof – (Kohlbusch –) Münsterbusch – Liester – Büsbach Kirche – Büsbach Brockenberg |
| N8    | Nachtexpress: nur in den Nächten vor Samstagen sowie Sonn- und Feiertagen (Elisenbrunnen →) Aachen Bushof – Kaiserplatz – Josefskirche – Geschwister-Scholl-Gymnasium – Eilendorf – (Münsterbusch → Zinkhütter Hof → / Atsch ←) Stolberg Rosental                                          |

Von 1887 an hatte Münsterbusch an der Bahnstrecke  Bahnstrecke Stolberg–Münsterbusch einen eigenen Bahnhof, der für den Güterverkehr noch bis in die 1980er Jahre betrieben wurde.

## Karneval
Der Karneval in Münsterbusch wird durch die KG Mönsterböscher Jonge 1957 e. V. gestaltet.

## Abbildungen

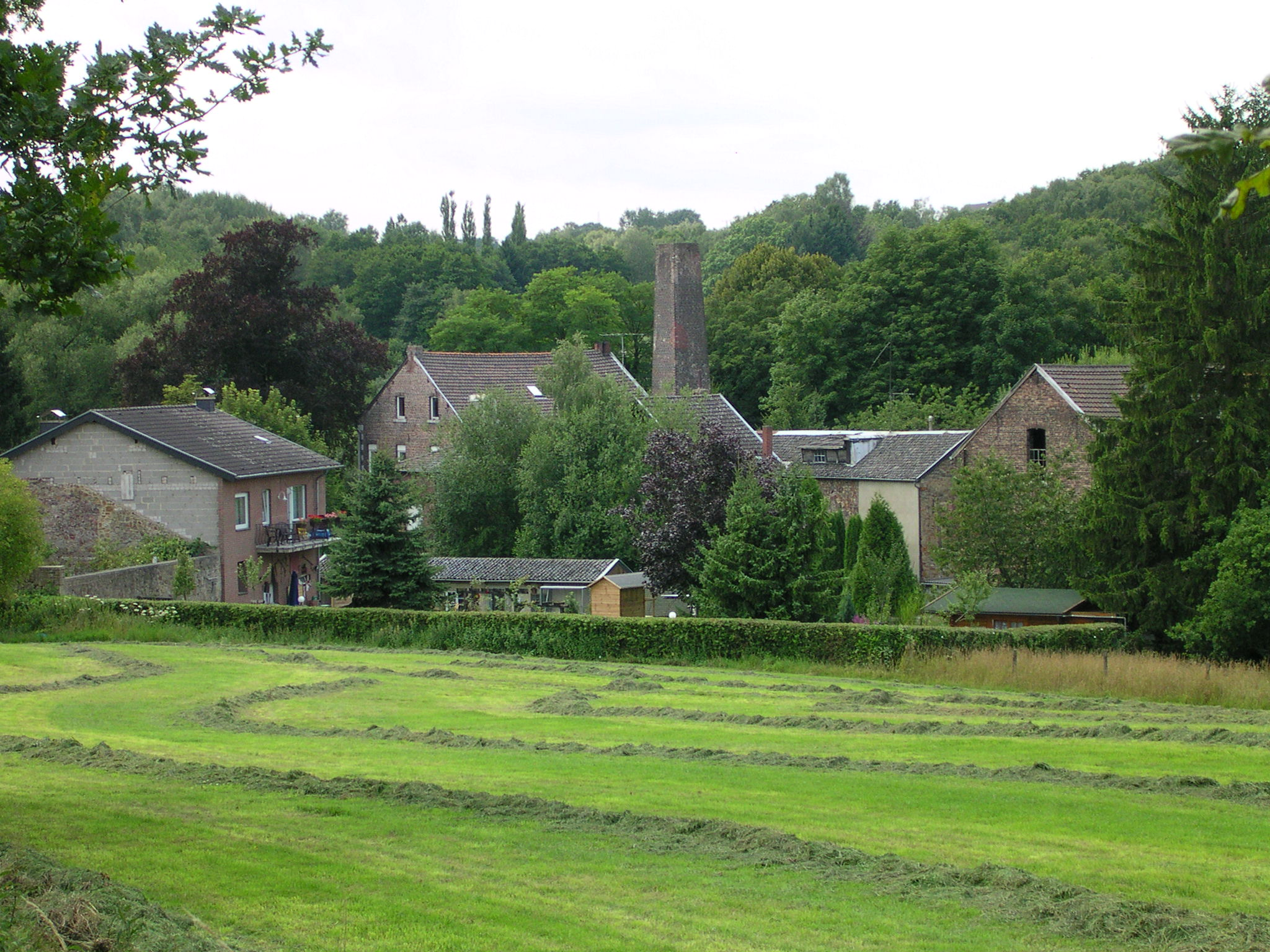
Buschmühle
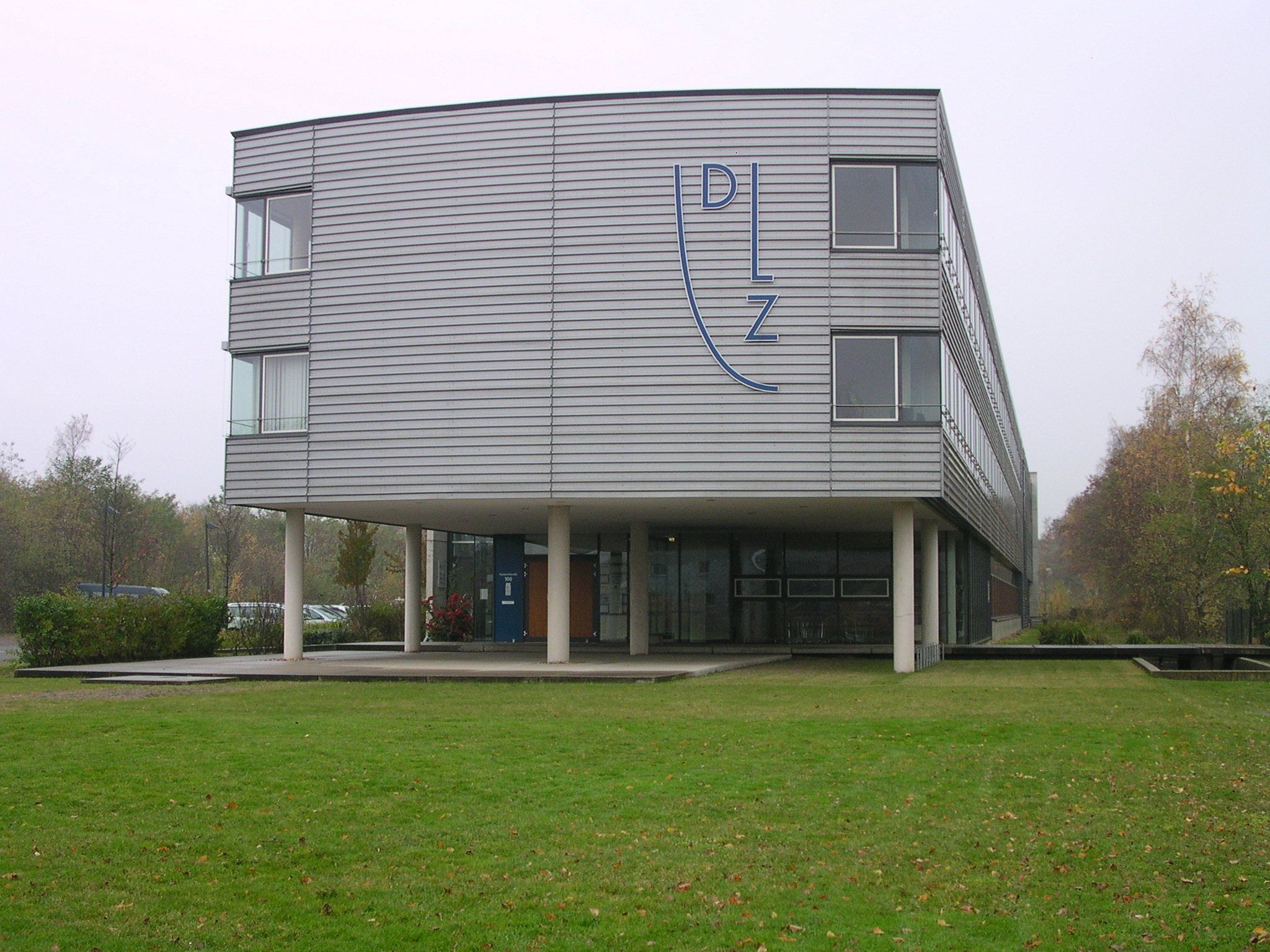
Dienstleistungszentrum
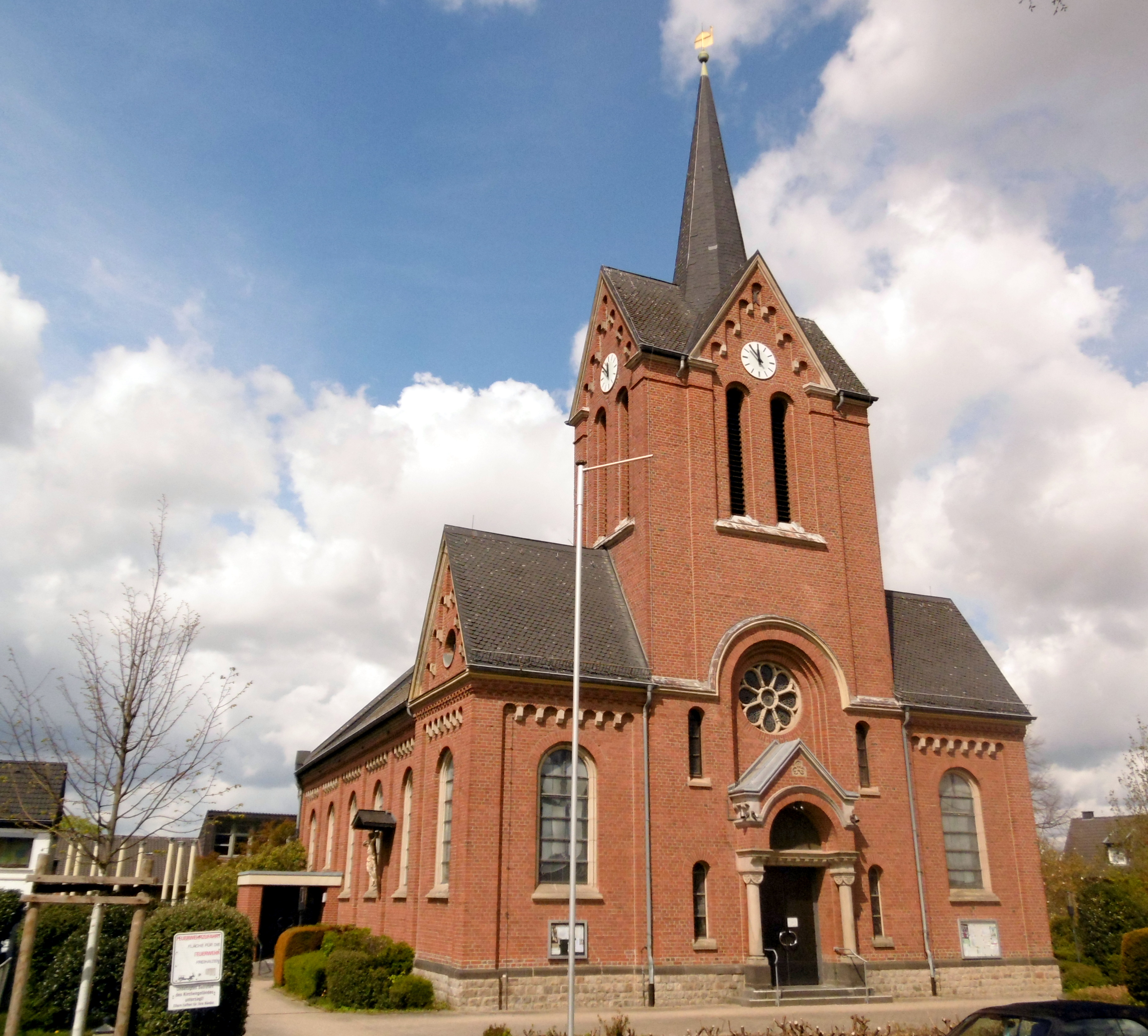
Kath. Pfarrkirche „Herz Jesu“
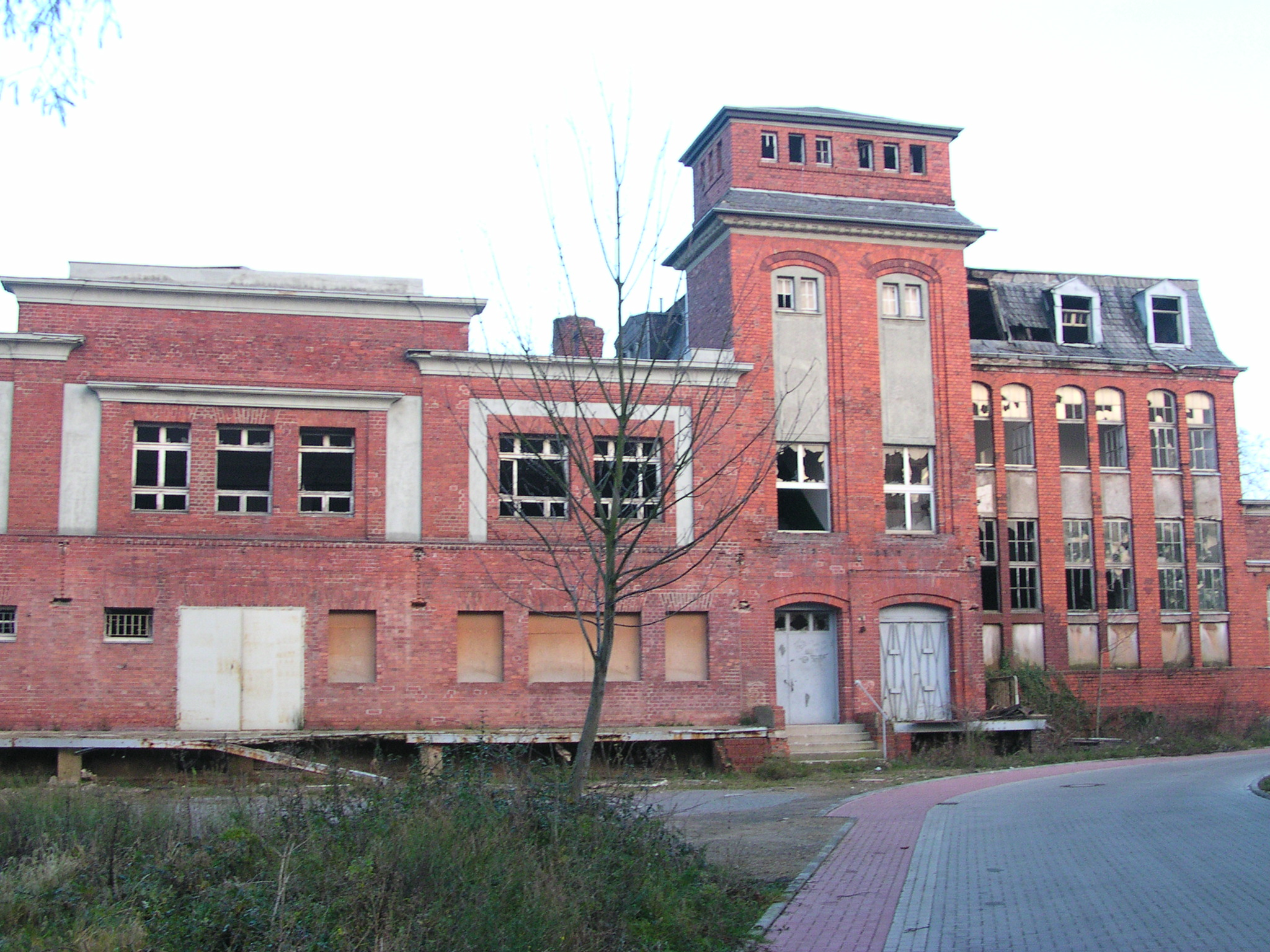
Industrieruine in Münsterbusch